# LGBT

Tęczowa flaga – symbol społeczności LGBT

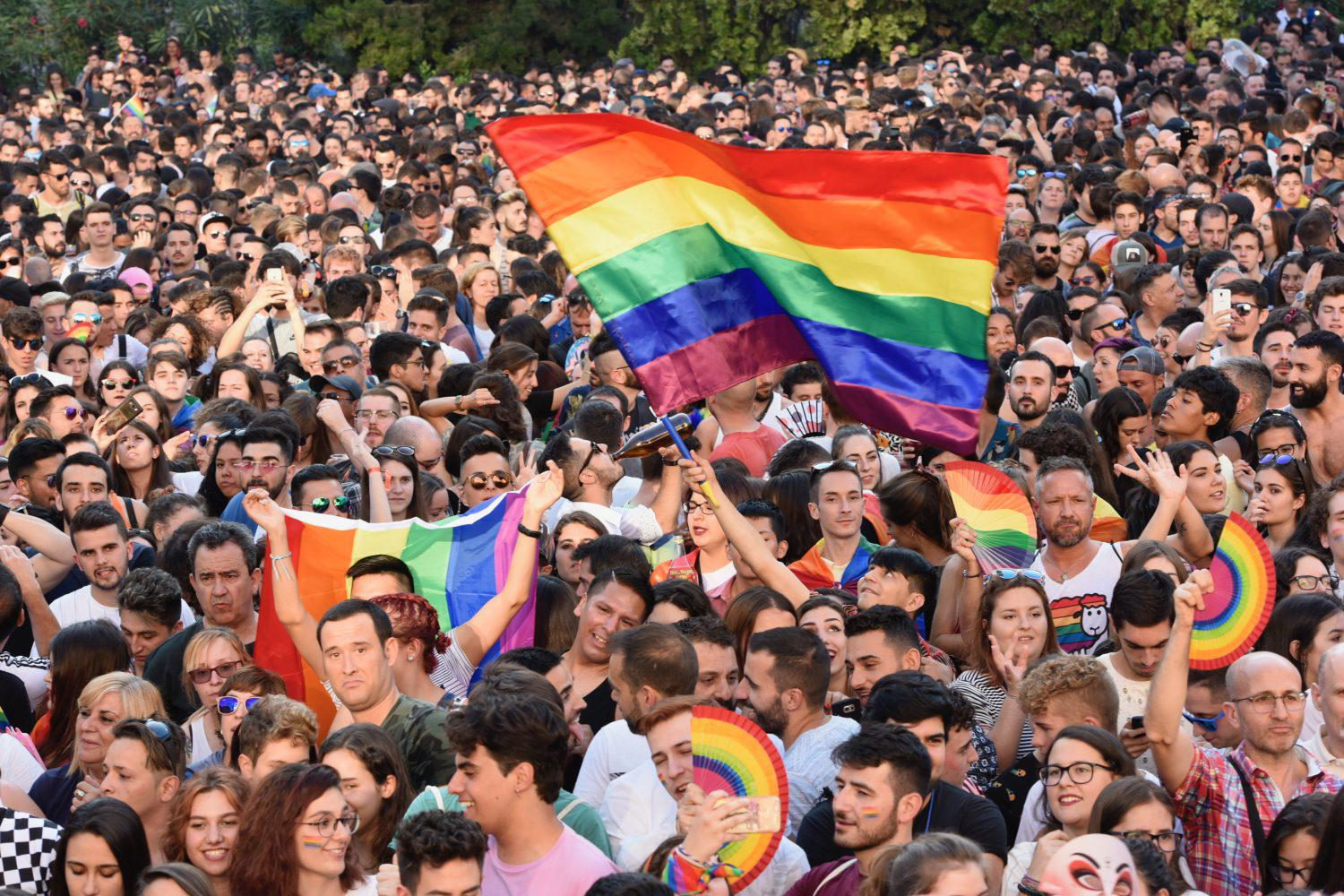
Osoby zgromadzone na paradzie LGBT w Madrycie

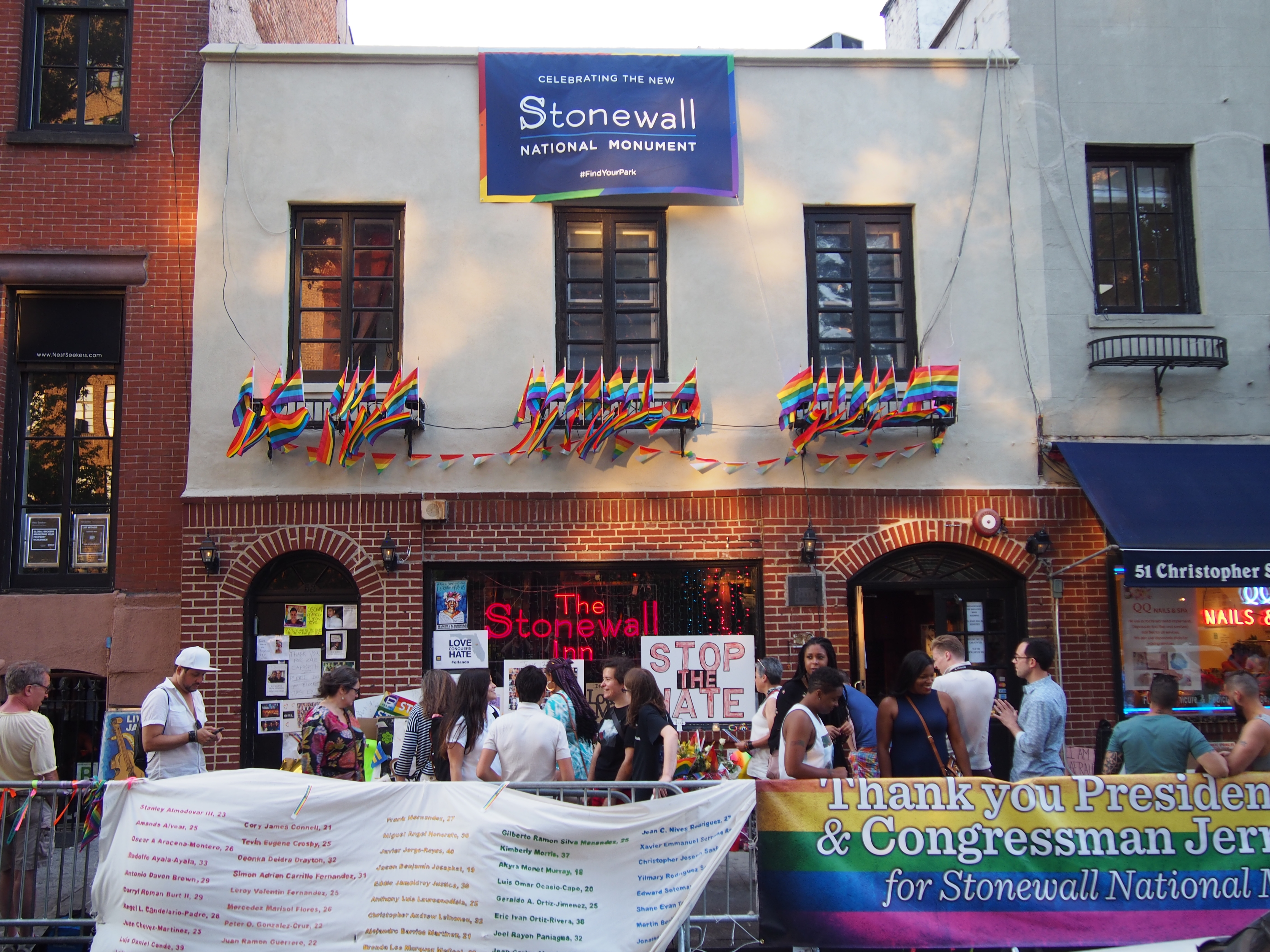
Bar Stonewall Inn na Manhattanie; miejsce zamieszek Stonewall w 1969 roku, ikona kultury LGBT. Zdjęcie wykonane w weekend świętowania nowojorskiej parady równości, dzień po tym, jak prezydent Barack Obama ogłosił Stonewall narodowym pomnikiem Stanów Zjednoczonych, i niecałe dwa tygodnie po strzelaninie w klubie nocnym Pulse w Orlando.

LGBT (z ang. Lesbian, Gay, Bisexual, Transgender) – skrótowiec odnoszący się do lesbijek, gejów, osób biseksualnych i transpłciowych.
Skrótowiec LGBT ma na celu podkreślenie różnorodności cechującej będące w mniejszości grupy społeczne, tworzone w oparciu o tożsamość seksualną lub płciową. Określa się nim ogół osób, które mają odmienną od heteroseksualnej orientację seksualną lub inną niż cispłciową tożsamość płciową. Skrótowiec ma zatem charakter włączający i może być stosowany w odniesieniu do każdego, kto jest nieheteroseksualny lub niecisgenderowy, w tym do osób niebinarnych, nie zaś wyłącznie do osób homoseksualnych, biseksualnych czy transpłciowych.
Aby zaakcentować szeroki zasięg znaczeniowy terminu, popularny wariant LGBTQ zawiera literę oznaczającą tych, którzy identyfikują się jako queer lub nie są pewni swojej tożsamości seksualnej (questioning). Ci, którzy chcą dodatkowo uwzględnić osoby interpłciowe, używają rozszerzonego akronimu LGBTI. Oba akronimy są niekiedy łączone, tworząc jeden wspólny akronim LGBTIQ lub LGBT+, aby objąć spektrum seksualności i tożsamości płciowych.
Termin powstał w latach 60. XX w. w USA. Do powszechnego obiegu wszedł w latach 90.

## Warianty
Istnieje wiele odmian, w tym takie, które zmieniają kolejność liter; najczęściej stosowanymi określeniami są LGBT lub GLBT. Mimo identycznego znaczenia LGBT może mieć bardziej feministyczne konotacje niż GLBT, ponieważ stawia na pierwszym miejscu L (od „lesbijka”).
Może również zawierać dodatkowe litery Q od terminów „queer” (oznaczającego ogół osób nie-heteroseksualnych i/lub nie-cispłciowych) lub „questioning” (odnoszącego się do osób niepewnych swojej orientacji seksualnej lub tożsamości płciowej), tworząc warianty LGBTQ i LGBTQQ.
Kolejność liter nie została ujednolicona; poza różnicami pomiędzy pozycjami początkowego L lub G, wymienione, mniej powszechne litery, jeśli są używane, mogą pojawić się w prawie dowolnej kolejności. Dłuższe skrótowce bazujące na LGBT są czasami określane w języku angielskim jako „literowa zupa” (ang. alphabet soup). Te zróżnicowane terminy nie reprezentują zazwyczaj różnic politycznych w obrębie społeczności, ale wynikają po prostu z preferencji jednostek i grup.
Niektórzy używają terminu LGBT+ w znaczeniu „LGBT i pokrewne społeczności”. LGBTQIA jest niekiedy używane i dodaje „queer, interpłciowość i aseksualność” do podstawowego terminu. Inne warianty mogą mieć drugie T dla transwestytów; TS lub 2 dla osób two-spirit; oraz SA lub drugie A dla „sojuszników hetero” (ang. straight allies). Jednakże włączenie terminu „sojusznicy” do skrótu wywołuje kontrowersje, a niektórzy postrzegają włączenie „sojuszników” w miejsce „aseksualnych” jako formę wymazywania osób aseksualnych. Inni wskazują z kolei, że A odnosi się też do ludzi aromantycznych i agender.
Włączenie heteroseksualnych sojuszników do akronimu LGBT okazało się kwestią sporną, ponieważ wielu heteroseksualnych sojuszników zostało w ostatnich latach oskarżonych o wykorzystywanie poparcia dla osób LGBT w celu zdobycia popularności i statusu, a wielu aktywistów LGBT krytykowało heteronormatywny światopogląd niektórych heteroseksualnych sojuszników. Podawane są również inne argumenty przeciwko uwzględnieniu sojuszników w akronimie.

### Uwzględnienie transpłciowości
Termin trans* został przyjęty przez niektóre grupy jako bardziej inkluzywna alternatywa dla terminu „transgender”, gdzie trans (bez gwiazdki) jest używany do określenia transmężczyzn i transkobiet, podczas gdy termin trans* obejmuje wszystkie osoby niecispłciowe (genderqueer), w tym osoby transpłciowe, transseksualne, transwestytów, genderqueer, genderfluid, niebinarne, genderless, agender, trzeciej płci, two-spirit, bigender oraz transmężczyzn i transkobiety.
Jeśli nie uwzględnia się osób transpłciowych, zamiast LGBT używany jest krótszy termin LGB.

## Alternatywne terminy
W niektórych kręgach używa się także nazwy MOGII (Marginalized Orientations, Gender Identities and Intersex) oraz SOGI (Sexual Orientation and Gender Identity). Seksuologia historycznie określała osoby homoseksualne, biseksualne oraz osoby określane jako „transseksualne” (w odniesieniu do osób transpłciowych) oraz jako „transwestytów” (dwa ostatnie terminy całkowicie lub częściowo wyszły z obiegu w terminologii naukowej) zbiorczym terminem ambiseksualizm.

## Krytyka terminu
Skrót LGBT nie został zaakceptowany przez wszystkich, których dotyczy. Niektóre osoby mogą nie identyfikować się jako np. lesbijka/gej, mimo że mieszczą się w definicji osoby o orientacji homoseksualnej – odczuwają pociąg seksualny do osób tej samej płci czy nawet uprawiają seks z osobami tej samej płci. Ponadto niektórzy twierdzą, że kwestie osób transpłciowych nie są takie same jak u lesbijek, gejów i osób biseksualnych (LGB). Argument ten koncentruje się na idei, że transseksualizm i transpłciowość mają związek tylko z tożsamością płciową i problemem nieakceptacji swojej płci biologicznej, a nie orientacją seksualną.